# Adam de Ponte
Adam de Ponte (segle xvi) fou un cantant i compositor francès, que tenia per cognom verdader el de Du Pont. Va pertànyer a la capella de Ferran I. En el Novus Thesaurus musicus, de Pietro Giovanelli, hi ha quatre motets, a quatre i cinc veus, de De Ponte.